# Miguel N'Zau Puna
Miguel Maria N'Zau Puna és un polític i militar angolès. El 1966 va participar en la fundació d'UNITA, grup rebel anticomunista que va lluitar contra el MPLA en la Guerra Civil angolesa. De 1968 a 1989 fou secretari general d'UNITA i el 1982 fou comandant del Front Nord-Oest. Ascendit a general, fou escollit ministre de l'interior d'UNITA, però poc abans de les eleccions generals d'Angola de 1992 va abandonar Unita amb Antonio da Costa Fernandes denunciant el fet que presumptament el líder d'UNITA Jonas Savimbi va ordenar els assassinats de Wilson dos Santos, delegat d'UNITA a Portugal, i Tito Chingunji, un dels predecessors de Costa Fernandes. Les morts de Dos Santos i Chingunji i les defeccions de Fernandes i Puna afebliren les relacions entre els Estats Units i UNITA i danyaren seriosament la reputació internacional de Savimbi. Després de la seva defecció ingressà en el MPLA, amb el que fou nomenat viceministre d'administració del territori de 1997 a 1999. Del 28 de setembre de 2000 a 2008 fou ambaixador d'Angola al Canadà i diputat a l'Assemblea Nacional d'Angola a les eleccions legislatives d'Angola de 2008.